# Joriwinnyson Santos dos Anjos Rodrigues
Joriwinnyson Santos dos Anjos Rodrigues (Governador Valadares, 15 marzo 1996) è un calciatore brasiliano, portiere dell'América-MG.

## Carriera
Cresciuto nelle giovanili dell'América-MG, ha esordito il 23 marzo 2018 in occasione di un match del Campionato Mineiro perso 2-0 contro l'Atlético Mineiro.

## Statistiche

### Presenze e reti nei club
Statistiche aggiornate al 6 gennaio 2017.
| Stagione        | Squadra         | Campionato      | Campionato | Campionato | Coppe nazionali | Coppe nazionali | Coppe nazionali | Coppe continentali | Coppe continentali | Coppe continentali | Altre coppe | Altre coppe | Altre coppe | Totale | Totale | Totale |
| Stagione        | Squadra         | Comp            | Pres       | Reti       | Comp            | Pres            | Reti            | Comp               | Pres               | Reti               | Comp        | Pres        | Reti        | Pres   | Reti   |        |
| --------------- | --------------- | --------------- | ---------- | ---------- | --------------- | --------------- | --------------- | ------------------ | ------------------ | ------------------ | ----------- | ----------- | ----------- | ------ | ------ | ------ |
| 2018            | América-MG      | M1/MG+A         | 9+2        | -12;-3     | CB              | 0               | 0               |                    | -                  | -                  |             | -           | -           | 11     | -15    |        |
| Totale carriera | Totale carriera | Totale carriera | 11         | -15        |                 | 0               | 0               |                    | -                  | -                  |             | -           | -           | 11     | -15    |        |